# Inguza predemersus
Inguza predemersus — викопний вид пінгвінів, що існував в ранньому пліоцені (близько 5 млн років тому). Описаний з решток цівки, що знайдені поблизу міста Лангебаанвег на заході Південно-Африканської Республіки. Ваажається близьким родичем сучасного пінгвіна африканського (Spheniscus demersus)